# Zidane Iqbal
Zidane Aamar Iqbal (ur. 27 kwietnia 2003 w Manchesterze) – iracki piłkarz występujący na pozycji pomocnika w FC Utrecht. Reprezentant Iraku.

## Kariera klubowa
Pierwszym juniorskim klubem Iqbala był Sale United, z którego w 2012 roku dołączył do Manchesteru United. W seniorskiej piłce zadebiutował 8 grudnia 2021 roku w zremisowanym 1:1 meczu przeciwko BSC Young Boys, zmieniając w 89 minucie spotkania Jesse'ego Lingarda.

## Kariera reprezentacyjna
Iqbal ze względu na miejsce urodzenia oraz pochodzenie swoich rodziców mógł reprezentować trzy kraje: Anglię, Pakistan i Irak. Ostatecznie zdecydował się na grę dla Iraku, z którego pochodzi jego matka. W reprezentacji Iraku zadebiutował 27 stycznia 2022 roku w przegranym 1:0 meczu przeciwko reprezentacji Iranu, zmieniając w 82 minucie spotkania Hasana Raeda Matrooka.

## Statystyki
(aktualne na dzień 31 lipca 2022)
| Klub               | Sezon              | Liga               | Liga  | Liga   | Puchar krajowy | Puchar krajowy | Puchar ligi | Puchar ligi | Europa | Europa | Inne  | Inne   | Suma  | Suma   |
| Klub               | Sezon              | Liga               | Mecze | Bramki | Mecze          | Bramki         | Mecze       | Bramki      | Mecze  | Bramki | Mecze | Bramki | Mecze | Bramki |
| ------------------ | ------------------ | ------------------ | ----- | ------ | -------------- | -------------- | ----------- | ----------- | ------ | ------ | ----- | ------ | ----- | ------ |
| Manchester United  | 2021/22            | Premier League     | 0     | 0      | 0              | 0              | 0           | 0           | 1      | 0      | –     | –      | 1     | 0      |
| Manchester United  | 2022/23            | Premier League     | 0     | 0      | 0              | 0              | 0           | 0           | 0      | 0      | –     | –      | 0     | 0      |
| Ogólnie w karierze | Ogólnie w karierze | Ogólnie w karierze | 0     | 0      | 0              | 0              | 0           | 0           | 1      | 0      | 0     | 0      | 1     | 0      |